# 天主圣三圣殿 (克拉科夫)
天主圣三圣殿（波兰语：Bazylika Świętej Trójcy）位于克拉科夫Stolarska街12号，是一座罗马天主教宗座圣殿。
该堂建于13世纪，1223年祝圣。1957年升格为宗座圣殿。

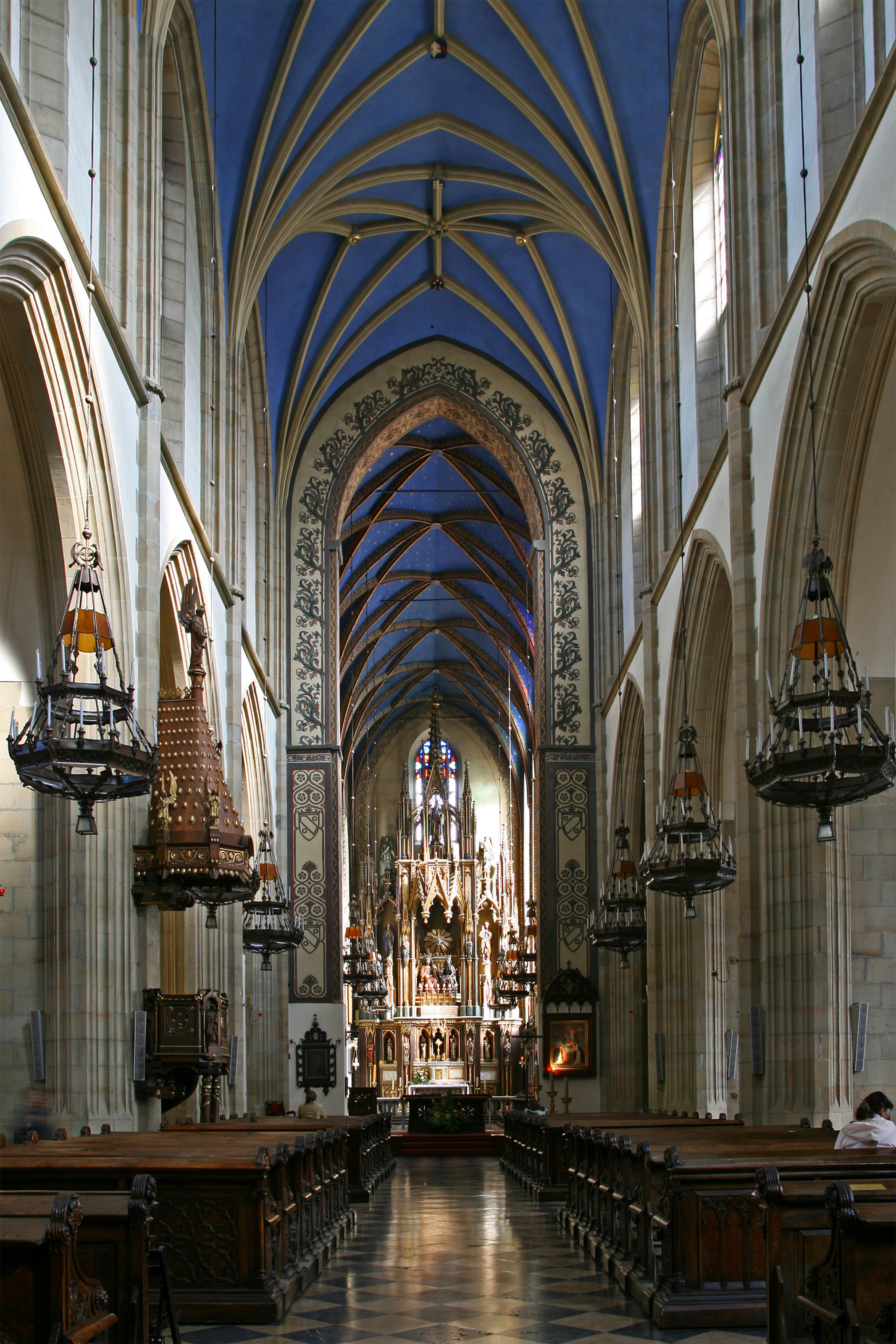
Nawa główna

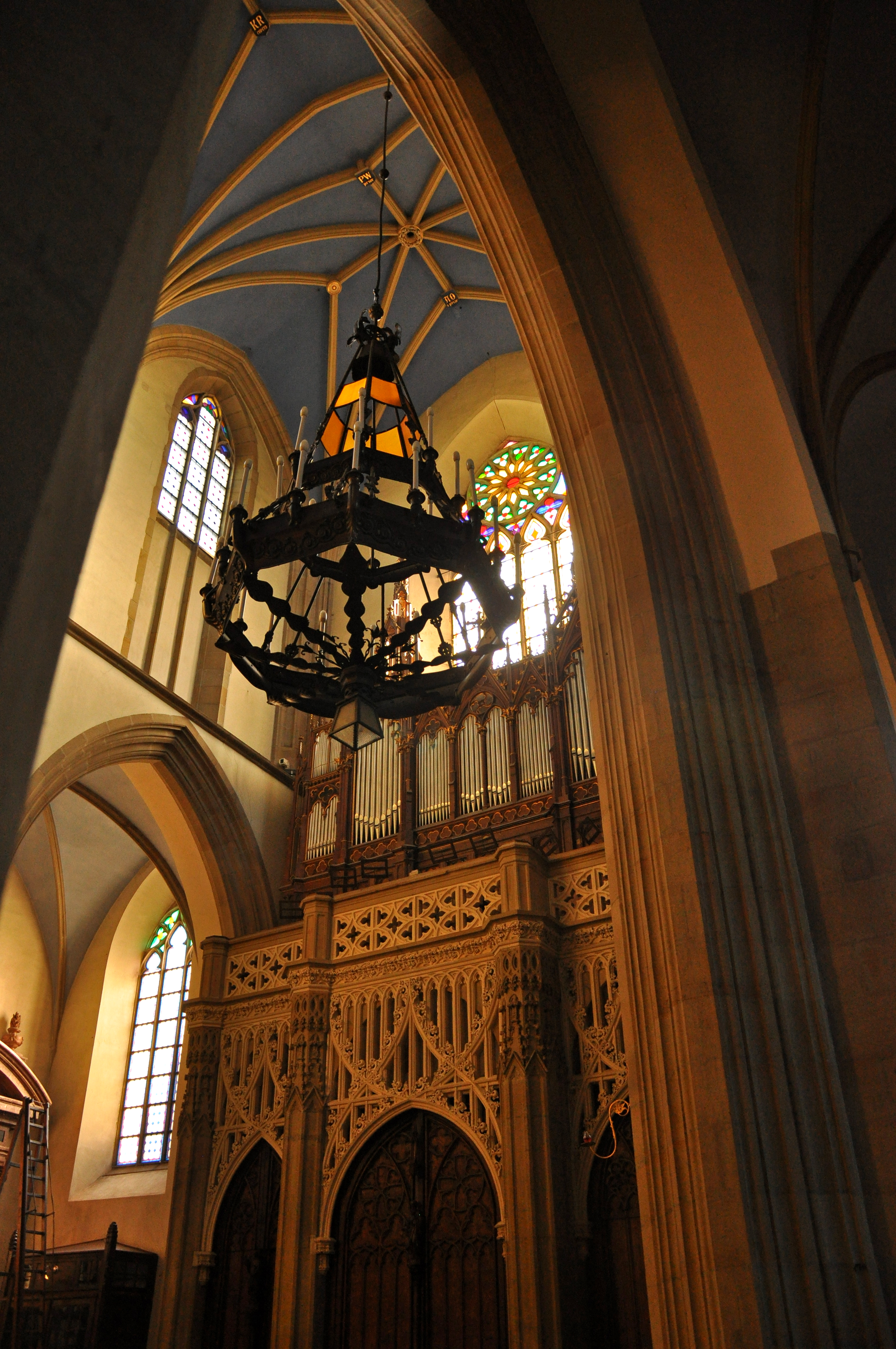
Chór muzyczny i organy